# 高世鎮
高 世鎮（コ・セジン、朝鮮語: 고세진/高世鎭、1933年10月20日 - 1997年5月11日）は、大韓民国の実業家、教育者、政治家。第13代韓国国会議員。

## 経歴
日本統治時代の全羅南道潭陽郡出身。漢陽大学校行政大学院、ソウル大学校行政大学院発展政策課程修了。明倫学院理事長、済州商工会議所会長、高氏宗門会総本部会長、済州開発公社社長、株式会社宇洲理事会長、済州市選出の無所属国会議員、国会内務委員・請願審査委員長・統一政策特別委員・予算決算特別委員、宇宙総合建設株式会社会長を務めた。
1997年5月11日、済州市内の自宅で持病により死去。享年64。